# 21500 Vazquez
21500 Vazquez (tên chỉ định: 1998 KS6) là một tiểu hành tinh vành đai chính. Nó được khám phá thông qua Chương trình nghiên cứu đối tượng gần Trái Đất của đài thiên văn Lowell ở Anderson Mesa Station ở Coconino County, Arizona, ngày 22 tháng 5 năm 1998. Nó được đặt theo tên Angel Vazquez, a computer network specialist và telescope operator ở Arecibo Observatory.